# The Sabbath Stones
The Sabbath Stones è una raccolta di brani del gruppo heavy metal Black Sabbath.

## Il disco
I brani facenti parte di questa compilation sono tutti estratti dall'intervallo compreso tra l'album Born Again (1983) e l'ultimo album dei Black Sabbath, Forbidden (1995). Questo prodotto è stato distribuito in tutto il mondo, eccetto in Canada e negli Stati Uniti.
Attualmente è fuori catalogo.

## Tracce
1. Headless Cross (Headless Cross) - 6:31
2. When Death Calls (Headless Cross) - 6:56
3. Devil and Daughter (Headless Cross) - 4:42
4. The Sabbath Stones (Tyr) - 6:48
5. The Battle of Tyr (Tyr) - 1:08
6. Odin's Court (Tyr) - 2:42
7. Valhalla (Tyr) - 4:41
8. TV Crimes (Dehumanizer) - 4:00
9. Virtual Death (Cross Purposes) - 5:45
10. Evil Eye (Cross Purposes) - 5:56
11. Kiss of Death (Forbidden) - 6:08
12. Guilty as Hell (Forbidden) - 3:30
13. Loser Gets It All (Forbidden Japanese version) - 2:56
14. Disturbing the Priest (Born Again) - 5:48
15. Heart Like a Wheel (Seventh Star) - 6:36
16. The Shining (The Eternal Idol) - 5:54